# Udinese Calcio
Udinese Calcio er en italiensk fodboldklub der spiller i Serie A. Klubben har hjemme i den norditalienske by Udine, hvor de spiller hjemmekapmene på Stadio Friuli, der for tiden bærer sponsornavnet Dacia Arena. Klubben spiller i sort og hvidt, og de oftest lodrette striber har givet dem tilnavnet Zebrette - zebraerne.   

## Historie
Udinese blev stiftet i 1896 og er dermed den næstældste italienske fodboldklub. Fodboldafdelingen blev dog først oprettet i 1911. 
I 1950 oplevede klubben sin første storhedstid. I 1955 blev man nummer to i Serie A, hvilket fortsat er klubbens bedste placering nogensinde. Men efter sæsonen blev man tvangsnedrykket, da en bestikkelsessag fra et par år tidligere så dagens lys. Man vendte hurtigt tilbage til den bedste række, men de gode resultater ebbede ud, og klubben måtte affinde sig med Serie C gennem stor dele af 1960'erne og 1970'erne.
I 1980'erne begyndte den stabilt gode periode, som klubben stadig befinder sig i. Man havde et fint, moderne stadion, og man investerede i verdensstjernen Zico. Efter et par nedryninger har man ligget i Serie A siden 1994. Klubben er ejet af Pozzo-familien, hvis foretningssans har præget udviklingen, så man ofte har hentet ukendte spillere, gjort dem til stjerner, solgt dem videre og tjent gode penge. Nu ejer klubben også sit eget stadion, der atter er blevet gennemgribende renoveret. Begge dele er sjældenheder i Italiensk fodbold. 
Succesen og ambitionsniveauet har fluktueret gennem tiden, og perioder med europæisk deltagelse er blevet afbrudt af sæsoner med fokus på overlevelse i Serie A. Men alt i alt er Udinese en af Italiens mest succesfulde klubber.

## Europæisk deltagelse
Udinese har deltaget i Europacuppen for mesterhold/Champions League en enkelt gang. Det var i sæsonen 2005-06. Efter at have slået Sporting Lissabon i kvalifikationen blev man nummer tre i en gruppe med Panathinaikos, Barcelona og Werder Bremen og røg dermed ud. To gange har klubben tabt i den sidste play-off kamp - mod Arsenal i 2012 og mod Braga i 2013.
Klubbens bedste præstation i UEFA Cuppen/Europa League var i 2019. Her nåede man til kvartfinale, hvor man igen røg ud til Werder Bremen.
Udinese er dog ikke uden triumfer i Europa, da man i 1978 vandt Anglo-Italian Cup, 1980 Mitropacuppen og i 2000 Intertoto Cuppen.

## Store spillere gennem tiden
Det er typisk for Udinese, at mange af klubbens mest kendte navne har brugt opholdet i Udine som trædesten som trædesten til større adresser. Men enkelte, såsom Antonio Di Natale og Alessandro Calori, er blevet hængende i mange år med stor succes.  
- Antonio Di Natale
- Zico
- Samir Handanović
- Franco Causio
- Márcio Amoroso
- Abel Balbo
- Dino Zoff
- Marek Jankulovski
- Paolo Poggi
- Bruno Fernandes
- Alexis Sánchez
- Roberto Néstor Sensini
- Oliver Bierhoff
- Morgan De Sanctis
- Rodrigo De Paul
- Valerio Bertotto
- Alessandro Calori

## Danske spillere gennem tiden
Udinese er det nærmeste man i Serie A kommer på en danskerklub. Det tog for alvor fart med Thomas Helveg midt i 1990'erne, men både før og efter har danskere haft succes i Udine.
- Thomas Helveg
- Martin Jørgensen
- Morten Bisgaard
- Per Krøldrup
- Allan Gaarde
- Thomas Thorninger
- Erling Sørensen
- Niki Zimling
- Jens Stryger Larsen
- Leif Mortensen
- Johannes Pløger
- Thomas T. Kristensen

| Fodbold | Spire Denne artikel om en fodboldklub er en spire som bør udbygges. Du er velkommen til at hjælpe Wikipedia ved at udvide den. |